# Marquesat d'Alhucemas

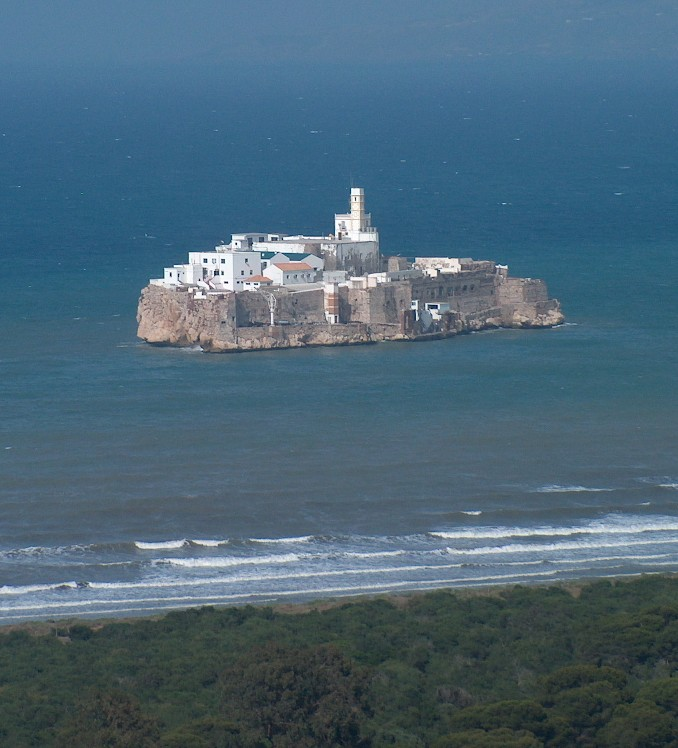
Penyal d'Alhucemas. L'illa més gran de les tres que componen les Illes Alhucemas.

El Marquesat d'Alhucemas és un títol nobiliari espanyol creat el 5 de gener de 1911 pel rei Alfons XIII, a favor de Manuel García Prieto, President del Consell de Ministres, Senador vitalici.
A aquest títol li van atorgar la Grandesa d'Espanya el 15 de desembre de 1913.
La seva denominació fa referència a les possessions espanyoles d'Illes Alhucemas, (que inclou el Penyal d'Alhucemas), que se situen enfront de la ciutat d'Alhucemas, a uns cent cinquanta quilòmetres de la Ciutat Autònoma de Melilla.

## Marquesos d'Alhucemas
|                         | Titular                                | Període                 |
| Creació per Alfons XIII | Creació per Alfons XIII                | Creació per Alfons XIII |
| ----------------------- | -------------------------------------- | ----------------------- |
| I                       | Manuel García Prieto                   | 1911-1938               |
| II                      | Avelina García-Prieto y Montero-Ríos   | 1941- 1961              |
| III                     | Manuel Sainz de Vicuña y García-Prieto | 1963-2014               |
| IV                      | Manuel Sainz de Vicuña y Melgarejo     | 2015-actualitat         |

## Història dels marquesos d'Alhucemas
- Manuel García Prieto (1859-1938), I marquès d'Alhucemas.

1. Casat amb María Victoria Montero-Ríos y Villegas, Dama de la Reina Victòria Eugènia d'Espanya. El succeí la seva filla:

- Avelina García-Prieto y Montero-Ríos (1891-1961), II marquesa d'Alhucemas'.

1. Casat amb Manuel Sainz de Vicuña y Camino. La succeí el seu fill;

- Manuel Sainz de Vicuña y García-Prieto (1916-2014), III marquès d'Alhucemas. El succeí el seu fill:

- Manuel Sainz de Vicuña y Melgarejo (n. en 1946), IV marquès d'Alhucemas.